# Яснозірське лісництво
Яснозі́рське лісництво — структурний підрозділ Корсунь-Шевченківського лісового господарства Черкаського обласного управління лісового та мисливського господарства.
Офіс знаходиться у c. Яснозір'я, Черкаський район, Черкаська область.

## Лісовий фонд
Лісництво охоплює ліси Черкаського району.

## Об'єкти природно-заповідного фонду
У віданні лісництва перебувають об'єкти природно-заповідного фонду:
- загальнозоологічний заказник місцевого значення Імшан.